# Antonio Horvath
Antonio Carlos Horvath Kiss (Santiago, 3 de enero de 1950-ibíd., 23 de mayo de 2018) fue un ingeniero civil y político chileno. Fue diputado entre 1990 y 1994 y senador entre 1994 y 2018, representando en ambos casos a la Región de Aysén del General Carlos Ibáñez del Campo.

## Biografía
Nació el 3 de enero de 1950, en Santiago, hijo del médico Antonio Horvath Sumi y de la profesora Adela Kiss Farkas.
Realizó sus estudios primarios y secundarios en el Colegio Alemán Sankt Thomas Morus de Santiago, establecimiento del que egresó en 1967. Estudió ingeniería civil en la Universidad de Chile, y luego Bellas Artes, entre los años 1969 y 1973, en la misma universidad. En 1984 realizó un postgrado en Ingeniería Civil y Medio Ambiente en la Universidad Purdue, recibiendo el grado de Máster en Ciencias de la Ingeniería.
Estaba casado y era padre de seis hijos: Antonio, Valentina, Karina, Tomás, Matías y Amanda.
Se desempeñó como ingeniero del Departamento de Estudios de la Dirección de Vialidad desde 1974 a 1976, y director Regional de Vialidad de la Región Aysén del General Carlos Ibáñez del Campo desde 1976 a 1983. Luego, en 1984, participó en la comisión de servicio del Ministerio de Planificación (Mideplan) para crear una metodología de evaluación del medio ambiente a nivel nacional. Entre 1986 y 1989, se desempeñó como secretario regional ministerial de Obras Públicas en Aysén, donde estuvo a cargo de la supervisión y coordinación del proyecto de la Carretera Austral, y presidió la Comisión Técnica y Ecológica de la misma zona.
En 1989, se desempeñó en la Corporación Nacional para la Regionalización y Descentralización de Chile (Conarede). Al año siguiente, fundó la Corporación de Desarrollo de la Zona Austral (Coaustral), enfocada en generar proyectos y programas en beneficio de la región. También fue fundador de la Fundación Padre Antonio Ronchi y de la revista de divulgación científica y cultural Trapananda.
Participó en el Comité de Asesoría Técnica del Consejo de Desarrollo Sustentable y en el Programa Ciudadanía Ambiental Global del Programa de las Naciones Unidas para el Medio Ambiente (Pnuma). Posteriormente fue fundador de la Bancada Verde Parlamentaria, y miembro del Grupo Los Federales.
Fue autor del libro La Definición de Límites o el Límite a la Indolencia referente al litigio del campo de hielo patagónico sur y de numerosos capítulos en libros y revistas especializadas de Ingeniería y Medio Ambiente.
A los 68 años, en la madrugada del 23 de mayo de 2018, fallece en el Hospital clínico de la Universidad Católica a causa de un cáncer linfático.

## Carrera política

### Inicios y diputado (1989-1994)
Inició sus actividades políticas militando en el movimiento Centro Democrático Libre.
En las elecciones parlamentarias de 1989 fue elegido diputado como independiente —dentro del pacto Democracia y Progreso— por la Región Aysén del General Carlos Ibáñez del Campo, para el periodo 1990 a 1994. En la Cámara de Diputados fue integrante de las Comisiones Permanentes de Recursos Naturales y Medio Ambiente, Obras Públicas, y las Comisiones Especiales de Bosque Nativo, Pesca y Capa de Ozono. Generó un gran número de fiscalizaciones, indicaciones y mociones de ley.

### Senador (1994-2018)

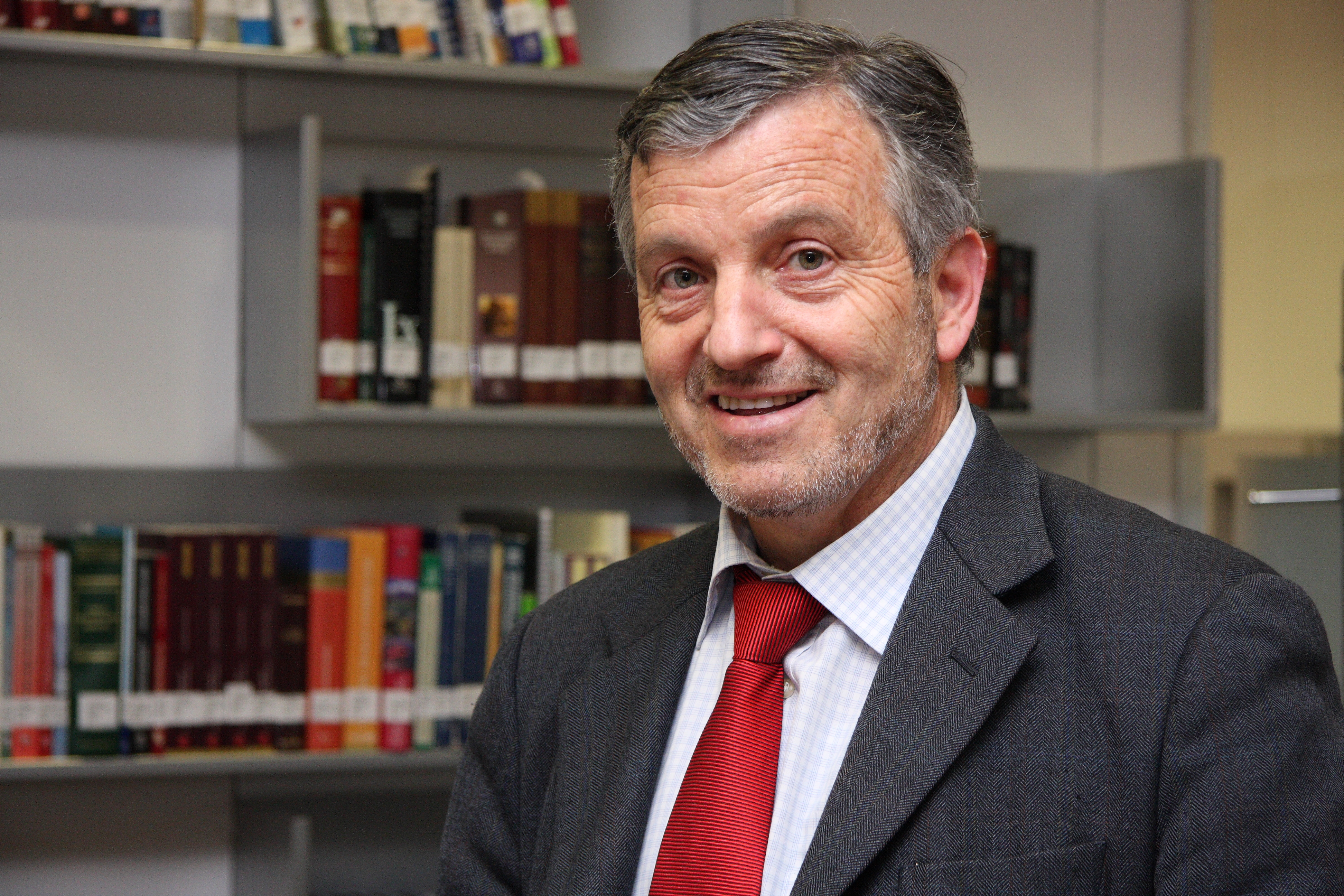
Horvath en el Congreso Nacional de Chile.

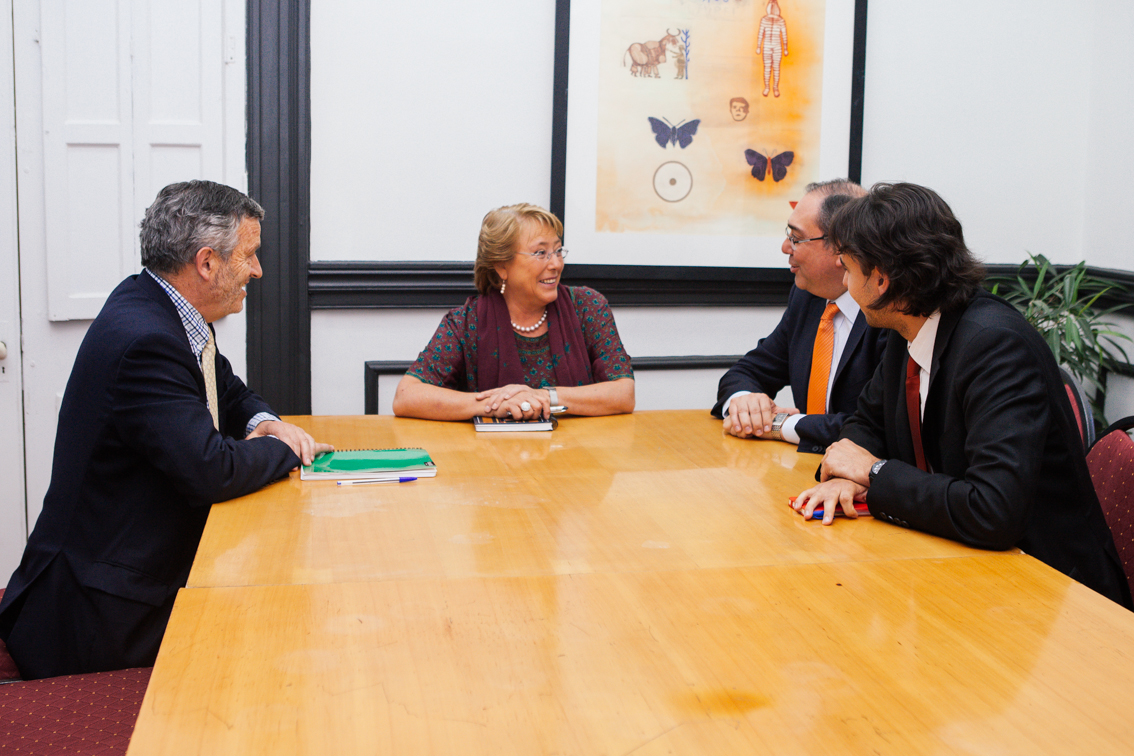
Horvath junto con Michelle Bachelet, Carlos Bianchi Chelech y Vlado Mirosevic (2014).

Posteriormente fue elegido senador por Aysén para el período 1994-2002 y reelecto por la misma región para el período 2002-2010, en ambas oportunidades con la primera mayoría regional. En el Senado fue presidente de la comisión de Intereses Marítimos, Pesca y Acuicultura e integrante de la comisión de Obras Públicas y de la comisión de Medio Ambiente y Bienes Nacionales. Ha sido presidente de la comisión de Obras Públicas y de la comisión de Medio Ambiente y Bienes Nacionales. Tiene numerosas indicaciones y mociones de ley, muchas de las cuales se han convertido o son parte de leyes de la República.
En marzo de 2003 ingresó a Renovación Nacional (RN), partido del que fue vicepresidente el mismo año. En 2009 fue reelecto como senador por Aysén para el periodo 2010-2018, el tercero consecutivo.
En el verano de 2012 tomó distancia de su partido y no apoyó al gobierno de Sebastián Piñera durante las protestas que se realizaron en Aysén. En 2013 no se sumó al apoyo de RN a la candidata presidencial de la UDI, Evelyn Matthei, y se integró a la campaña del independiente Franco Parisi como jefe programático. Tras la primera vuelta de la elección presidencial, Horvath se reunió con la candidata de la Nueva Mayoría Michelle Bachelet, con quien dijo tener una mayor convergencia que con la candidata de la Alianza, Evelyn Matthei. Finalmente, el 19 de diciembre de ese año renunció a su militancia en Renovación Nacional, y anunció la creación del movimiento político Democracia Regional junto al senador Carlos Bianchi Chelech.
Tras un quiebre con Bianchi, Horvath dejó Democracia Regional en octubre de 2014 y formó el partido político regionalista Somos Aysén. En noviembre de 2016, se retiró de esta colectividad para unirse a la coalición liberal Sentido Futuro, en calidad de independiente apoyado por el partido Amplitud. Para las elecciones primarias presidenciales de Chile Vamos de 2017 apoyó al senador independiente Manuel José Ossandón. Finalmente, en diciembre de ese año entregó su apoyo al candidato de la Nueva Mayoría, Alejandro Guillier, para el balotaje de la elección presidencial.
Horvath no se presentó a la reelección en las elecciones de 2017, producto del delicado estado de salud en que se encontraba debido a un cáncer linfático. Falleció el 23 de mayo de 2018 en el Hospital Clínico de la Universidad Católica en Santiago de Chile.

## Historial electoral

### Elecciones parlamentarias de 1989
- Elecciones parlamentarias de 1989 a Diputado por el distrito 59 (Aysén, Cisnes, Guaitecas, Cisnes, Cochrane, O'Higgins, Tortel, Coyhaique, Lago Verde, Río Ibáñez y Chile Chico)[18]

### Elecciones parlamentarias de 1993
- Elecciones parlamentarias de 1993 a Senador por la Circunscripción 18 (Aysén)[19]

### Elecciones parlamentarias de 2001
- Elecciones parlamentarias de 2001 a Senador por la Circunscripción 18 (Aysén)[20]

### Elecciones parlamentarias de 2009
- Elecciones parlamentarias de 2009 a Senador por la Circunscripción 18 (Aysén)[21]

## Obras publicadas
- Horvath, Antonio (2015). La revolución de los territorios y de las energías. Patagonia, borde costero, glaciares y aguas libres. Santiago: LOM Ediciones.
- Horvath, Antonio (1997), La Definición de Límites o el Límite de la Indolencia. La zona austral de Chile: sus desafíos y situación de fronteras en el Campo de Hielo Patagónico Sur y Laguna del Desierto, Ediciones Cruz del Sur de la Trapananda, Valparaíso,

## Reconocimientos
- Premio a la Ingeniería año 2000 de la Universidad de Purdue de los Estados Unidos.[cita requerida]